# ちくさ高原

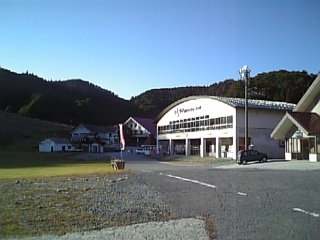
ちくさ高原

ちくさ高原（ちくさこうげん）は岡山県と鳥取県と兵庫県の県境、兵庫県宍粟市にある総合レクリエーション施設である。標高850～1125mに位置し、氷ノ山後山那岐山国定公園の区域に指定されている。

## 名所・施設
- ちくさ高原スキー場
- ちくさ高原ゆり園
- ちくさ高原ネイチャーランド
- ちくさ高原フィッシングパーク
- ちくさ高原温泉
- ラドンの泉

## 所在地
- 兵庫県宍粟市千種町西河内1047-218

## アクセス

### 鉄道・バス
- JR神戸線 姫路駅から神姫バス、山崎乗り継ぎウエスト神姫で2時間。

神姫バス　三ノ宮ターミナルから高速　山崎行きで山崎から西河内行きに乗り継ぎ